# Instytut Muzykologii Uniwersytetu Warszawskiego
Instytut Muzykologii Uniwersytetu Warszawskiego – jednostka Wydział Nauk o Kulturze i Sztuce Uniwersytetu Warszawskiego.
Instytut wraz z biblioteką zajmuje północne skrzydło zabytkowego pałacu Tyszkiewiczów-Potockich przy ul. Krakowskie Przedmieście 32, znajdującego się w obrębie kampusu głównego UW.

## Historia
Zakład Muzykologii na Uniwersytecie Warszawskim istnieje od 1948. Inicjatorką założenia była Zofia Lissa. Pierwotnie działał w Sekcji Historii Wydziału Humanistycznego UW. W pierwszych latach na Muzykologii wykładali Józef M. Chomiński i ks. Hieronim Feicht.
Studia w nowym Zakładzie zaczęło 12 studentów a zakończyło w 1953 roku 3 absolwentów: Michał Bristiger, Józef Kański i Józef Patkowski. W roku akademickim 1958/59, muzykologię studiowało 80 studentów.
Zakład został przekształcony w Katedrę Muzykologii, następnie w roku 1958 w Instytut.
W latach 50. funkcjonowały 3 zakłady:
1. Powszechnej Historii Muzyki – prof. Józef M. Chomiński
2. Historii Muzyki Polskiej – prof. Hieronim Feicht
a) Sekcja Muzyki Ludowej – doc. Marian Sobieski
3. Historii Teorii i Estetyki – prof. Zofia Lissa
oraz od 1969
4. Zakład Etnografii Muzycznej – doc. Anna Czekanowska-Kuklińska

W 1995 w Instytucie utworzono 5 zakładów:
1. Powszechnej Historii Muzyki – kierownik: prof. dr hab. Alina Żórawska-Witkowska, obecnie dr hab. Szymon Paczkowski, prof. UW
2. Historii Muzyki Polskiej – kierownik: doc. dr hab. Agnieszka Leszczyńska
3. Teorii i Estetyki Muzyki – kierownik: prof. dr hab. Zbigniew Skowron
4. Etnomuzykologii – kierownik: prof. dr hab. Anna Czekanowska-Kuklińska, obecnie prof. dr hab. Piotr Dahlig
5. Zakład Muzykologii Systematycznej – prof. dr hab. Sławomira Żerańska-Kominek, obecnie dr hab. Ewa Gruszczyńska-Ziółkowska, prof. UW[1]

Od 1 września 2020 r. na mocy zarządzenia rektora UW z 15 czerwca 2020 roku Instytut Muzykologii jest częścią Wydziału Nauk o Kulturze i Sztuce, kontynuującego tradycje dawnego Wydziału Historycznego Uniwersytetu Warszawskiego.

## Dyrektorzy
- prof. Zofia Lissa (1958–1975)
- prof. Anna Czekanowska-Kuklińska (1975–1991)
- prof. Zofia Helman (1991–1996)
- prof. Mirosław Perz (1996–1999)
- prof. Sławomira Żerańska-Kominek (1999–2016)
- prof. Zbigniew Skowron (2016–2020)
- dr hab. Iwona Lindstedt, prof. UW (od 2020)

## Inni nauczyciele akademiccy
- dr hab. Tomasz Baranowski
- dr hab. Irena Bieńkowska
- dr Agnieszka Chwiłek
- prof. Piotr Dahlig
- dr Mariusz Gradowski
- dr hab. Ewa Gruszczyńska-Ziółkowska, prof. UW
- dr Ewelina Grygier
- dr hab. Tomasz Jeż
- dr hab. Agnieszka Leszczyńska
- dr hab. Iwona Lindstedt
- dr Sylwia Makomaska
- dr Aneta Markuszewska
- dr Katarzyna Naliwajek-Mazurek
- dr hab. Szymon Paczkowski, prof. UW
- prof. Mirosław Perz
- prof. Irena Poniatowska
- dr hab. Anna Ryszka-Komarnicka
- dr Paweł Siechowicz
- dr Katarzyna Spurgjasz
- prof. Alina Żórawska-Witkowska